# Aelurillus aeruginosus
Aelurillus aeruginosus  (лат.) — вид пауков-скакунов.

## Распространение
Обитают в Средиземноморье, например в Сицилии, Испании и Левант (Сирия и Израиль).

## Питание
В основном их рацион состоит из муравьёв.